# Riz de Camargue
Le riz de Camargue, dont les premières traces de culture datent du Moyen Âge, est protégé par une IGP dans ses différentes variétés.

## Historique
Sully, comme ministre de Henri IV, a voulu démarrer la culture du riz, de la canne à sucre et de la garance en Camargue, mais ce fut un échec,.
Dans les années 1840, les rizières vont être très utiles pour absorber l'eau des grandes crues du Rhône qui est à proximité, ainsi que pour dessaler les terres. Grâce à cela, les terres vont être utilisées pour la culture des vignes. Au début du XXe siècle, la riziculture couvrait en Camargue 800 hectares. Les agronomes avaient mis en exergue que la terre et le climat lui étaient très favorables, en effet, ce dernier profite d'une amplitude thermique plutôt réduite. Entre 1840 et 1913, plusieurs centaines d'hectares de rizières sont enregistrés. À cette époque, le riz n'est pas récolté, ou alors pour servir de nourriture aux cochons. La dernière rizière de cette époque disparaît en 1939. En 1941, le gouvernement de Vichy, inspiré probablement par l'ingénieur Henri Maux chargé du sort des étrangers en zone Sud, fait venir de gré ou de force des travailleurs indochinois afin de soutenir l'effort de guerre, en les envoyant en Camargue travailler dans des mas. Ces mas obtiennent de la main d’œuvre gratuite et, en échange, cèdent une partie de leur production à l'État à très bas coût. Ce scandale de l'époque de la France coloniale, utilisant les peuples colonisés comme des esclaves sur son propre territoire, est peu discuté, mais la présence de ces travailleurs a été capitale dans la pérennisation de la culture du riz en Camargue. Par ailleurs, des travailleurs italiens et espagnols ont également contribué au développement de cette culture.
De 400 hectares en 1944, la Camargue passe à 3 000 hectares en 1945, puis 32 000 hectares en 1950 pour retomber à 20 000 hectares au tournant du millénaire,.

## Indication géographique protégée

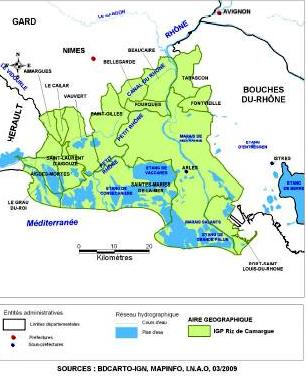
Carte de l'aire IGP « Riz de Camargue ».

En 2000, le riz de Camargue bénéficie d'une indication géographique protégée (IGP), qui apporte des garanties au consommateur. Cette zone s'étend sur 15 communes des départements des Bouches-du-Rhône et du Gard, au cœur d'un triangle délimité par Aigues-Mortes à l'ouest, Port-Saint-Louis-du-Rhône à l'est et Tarascon au nord.
Obtenue dès 1998, l'IGP garantit au consommateur la provenance « Camargue » et le respect des procédures assurant la qualité de la production, la traçabilité des riz ainsi que les techniques de sélection variétale. Elle est régie par un cahier des charges sous le contrôle de l'Institut national de l'origine et de la qualité (INAO), et placé sous la responsabilité du Syndicat des Riziculteurs de France et Filière. L'homologation du cahier des charges de l'indication géographique protégée (IGP) « Riz de Camargue » a été confirmée par arrêté du 14 septembre 2011.
Actuellement l'IGP concerne les différentes variétés de riz produites en Camargue : 
- riz ronds,
- riz demi-longs,
- riz longs,
- riz très longs.

Elle garantit de même leurs différentes présentations à la commercialisation :
- riz complets ou riz cargo, simplement décortiqués, triés et nettoyés, de couleur rouge ou brune,
- riz blancs,
- riz naturellement parfumés,
- riz étuvés - rendus incollables par simple action de la vapeur d’eau sous pression sur l’amidon du grain.

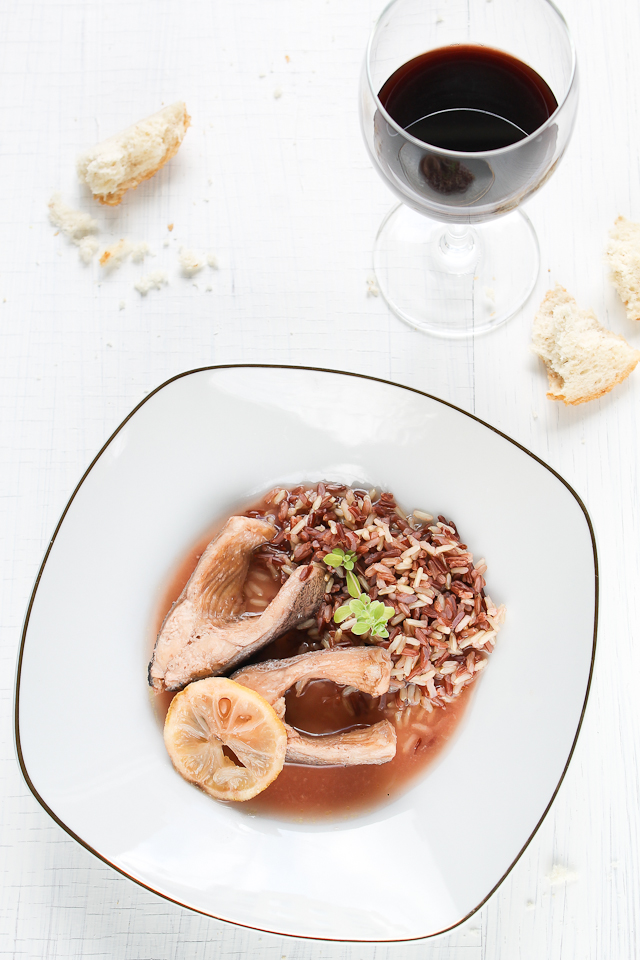
Vivaneau et riz de Camargue.
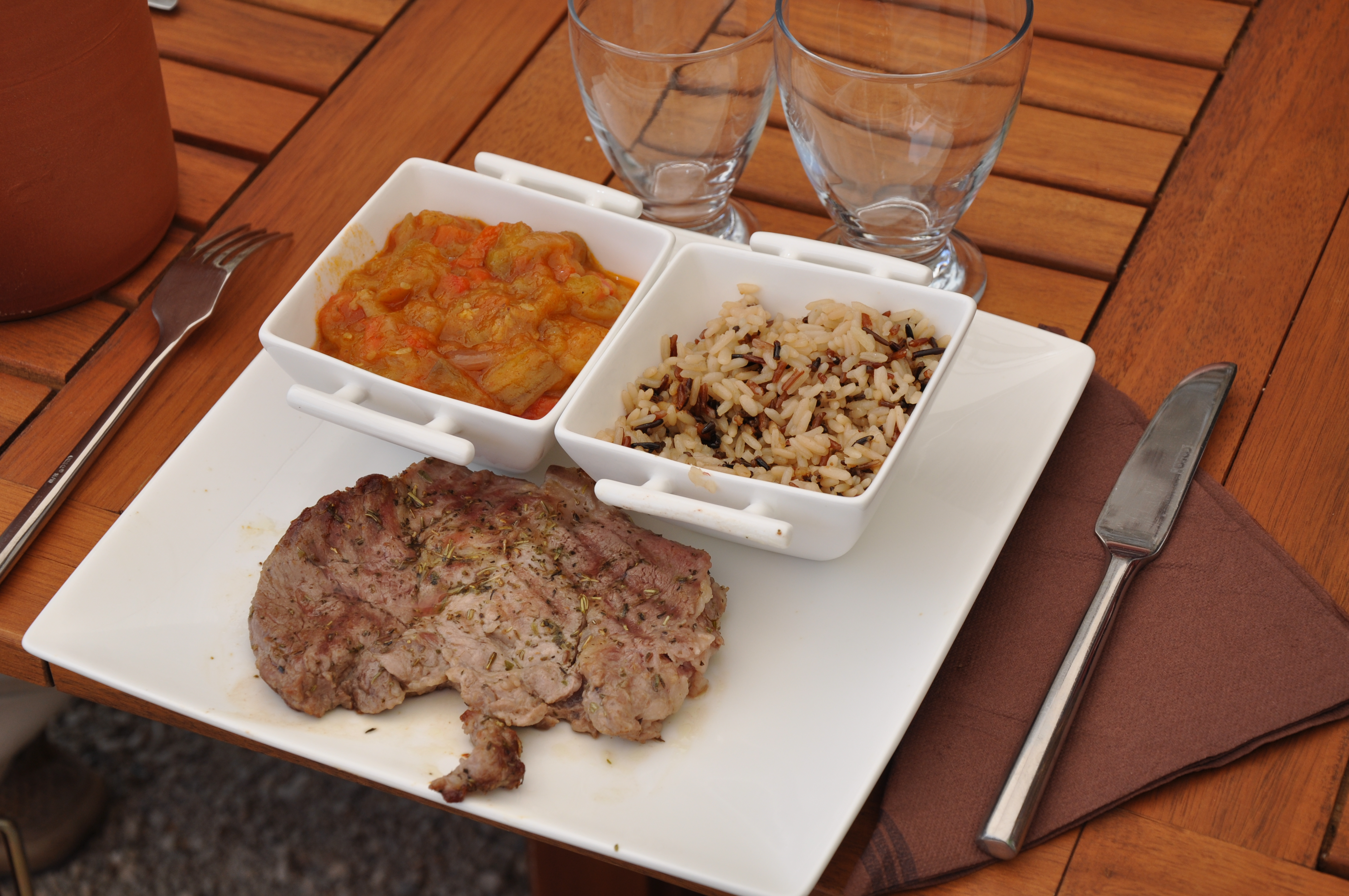
Tranche d'agneau et riz de Camargue.

Ces différentes variétés sont également proposées au consommateur en version :
- biologique, respectant le cahier des charges de l'agriculture biologique,
- précuite (riz à cuisson rapide).

## Culture

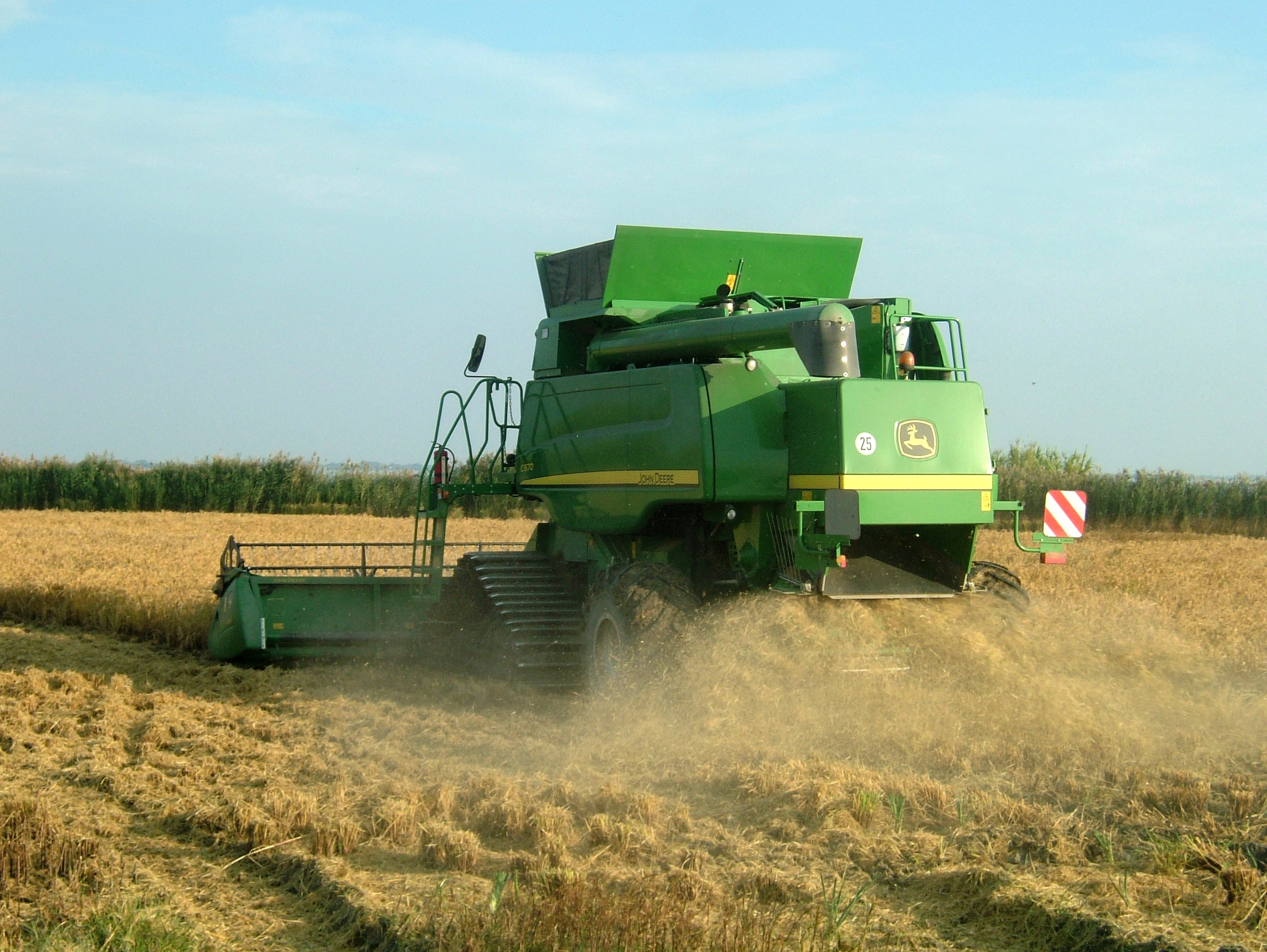
Récolte du riz en Camargue

Pour voir apparaître une riziculture intensive, il a fallu attendre l'endiguement du Rhône, à la fin du XIXe siècle, qui permit l'apport d’eau douce dans les rizières camarguaises, puis le plan Marshall, qui finança d’importantes infrastructures hydrauliques. L'eau est pompée dans le Rhône puis envoyée dans de grands canaux, vers les propriétés qui partagent les frais d'entretien. Elle est ensuite distribuée par d'innombrables petits canaux - les porteaux - aux rizières. Il est nécessaire d'utiliser de 30 000 à 50 000 m3 d'eau par hectare afin d'éviter les remontées de sel.
Sans ce vaste réseau d’eau affecté à la riziculture, qui profite aussi aux étangs et aux marais, l'écosystème camarguais serait sans doute très différent en raison de la salinité importante des sols. En 1958, les rizières s'étendaient sur 30 000 hectares, produisaient 141 000 tonnes de riz pour un rendement moyen de 10 quintaux à l'hectare. Les riziculteurs, au nombre de 2 000, cultivaient des parcelles d'une moyenne de 25 hectares et pompaient, chaque année entre 900 000 et 1 200 000 m3 d'eau dans le Rhône.
Ce fut au cours des années 1960, que les riziculteurs commencèrent à mécaniser plantation et récolte. Sur 100 hectares cultivés, on comptabilisait une moyenne de 14 tracteurs et de 4 moissonneuses-lieuses. Actuellement le maintien de la riziculture est due à la fois au dynamisme des riziculteurs locaux et à la technicité des différents centres de recherches et d’expérimentation.

## Production

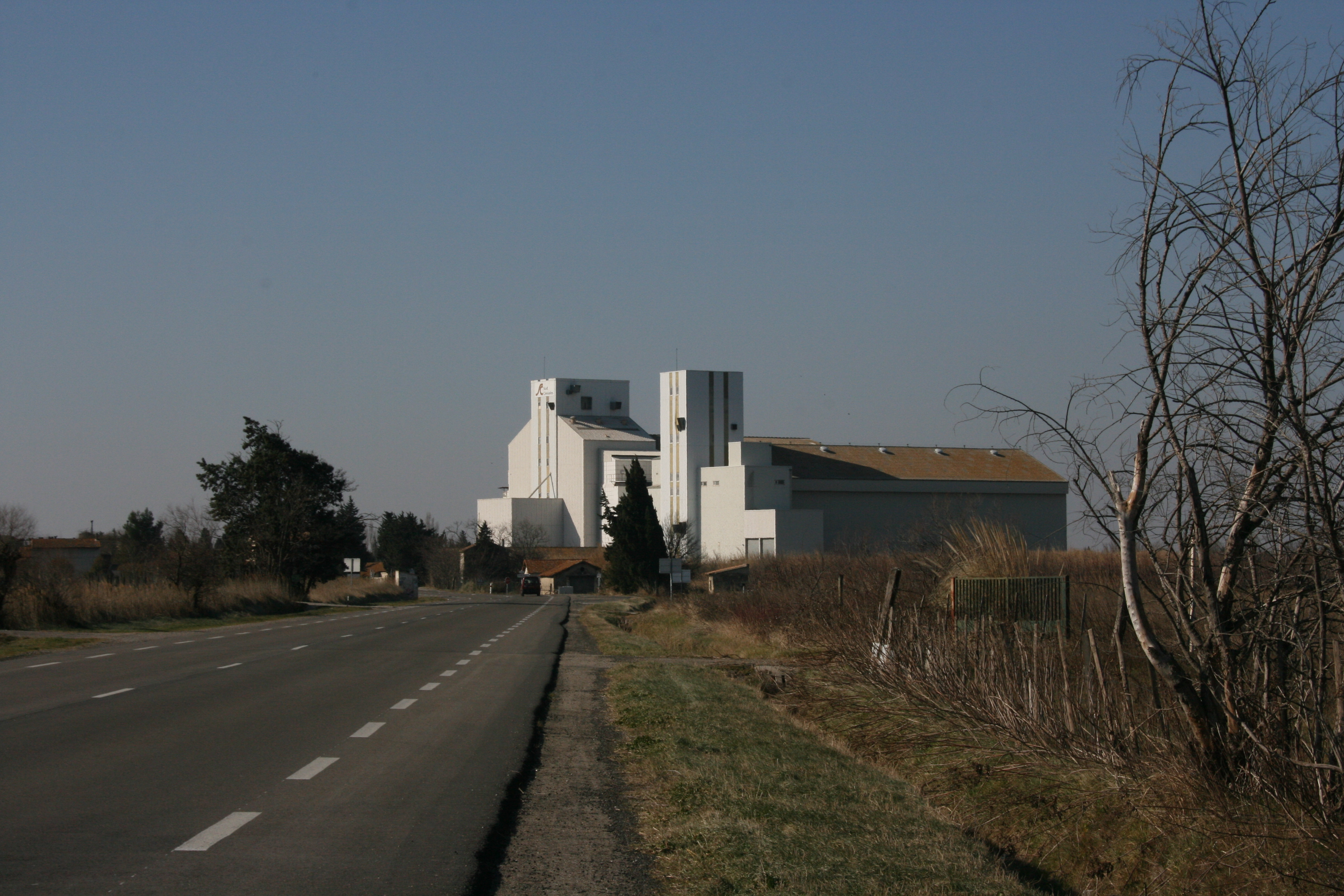
Usine Sud-Céréales, pour le conditionnement du riz, à l'entrée d'Arles

En 2008, le riz était cultivé en Camargue sur 16 640 hectares avec une production de 98 176 tonnes de riz paddy (à l'état brut, non décortiqué). À titre de comparaison, toujours en 2008, en Europe 408 498 hectares sont cultivés pour une production de 2 583 133 tonnes de riz paddy, et la production mondiale atteint 661 millions de tonnes. En 2010, 200 riziculteurs cultivaient 21 200 hectares avec une production de 120 000 tonnes de riz paddy,.
Les riziculteurs camarguais, qui jusqu'à présent bénéficiaient d'importantes aides européennes, vont sans doute voir leurs subventions fortement baisser. À la décision de la Commission européenne s'ajoute celle de la France qui a décidé de supprimer une partie des aides aux riziculteurs au profit des éleveurs. Les subventions qui s'élevaient à 800 euros l'hectare, vont passer à 500 euros en 2014, puis à 300 en 2019. Seules sont en mesure de résister les quatre plus grandes exploitations camarguaises, dont celle du groupe italien Euricom, avec ses 1 200 hectares, deux autres (de 800 à 1 000 hectares) appartiennent à des sociétés de stockage, le Comptoir agricole du Languedoc et Biosud. Les surfaces consacrées au riz ont ainsi diminué de 5 000 hectares en 2014 pour tomber à 14 700 hectares, contre 24 500 dans les années 1990. Le groupe Soufflet qui possède une usine de transformation du riz d'une capacité de 80 000 tonnes à Arles étudierait sa fermeture. Pendant ce temps, l'Italie et l'Espagne continuent à percevoir des aides de près de 1 000 euros à l'hectare.
De nombreux pesticides se retrouvent dans la Réserve naturelle nationale de Camargue, insecticides qui proviennent de la culture du riz. Le riz vendu à la consommation en est, lui, indemne. Début 2021, des agriculteurs de la région ont été condamnés à Tarascon pour usage de produits phytosanitaires interdits en France,. L'usage de pesticides en Camargue est qualifié de « secret de polichinelle » par les journalistes. De fait, en 2019, des concentrations élevées de pesticides sont relevées dans les eaux des canaux de drainage agricoles, dont 12 produits interdits. Tous se retrouvent dans l'étang de Vaccarès, au centre de la réserve, provoquant une importante pollution. Malgré cela, le bilan écologique de la riziculture n'est pas forcément considéré comme négatif car, depuis que le Rhône est endigué, c'est grâce à elle que l'eau douce arrive en Camargue, l'empêchant de se transformer en un désert salé.
La riziculture de Camargue éprouve d'importantes difficultés à se passer de pesticides, à tel point que leur syndicat a demandé à l'État une autorisation pour l'usage de nouveaux herbicides. Il considère la concurrence de la riziculture en Italie ou en Espagne comme déloyale, car elle ne respecte pas la réglementation européenne, en utilisant, par exemple, de l'oxadiazon, un herbicide interdit en France depuis 2018. Le passage au bio pose également de nombreux problèmes, même si le marché accepte de payer le riz bio deux fois plus cher que le riz conventionnel. La culture bio imposant la rotation culturale, un agriculteur, une agricultrice, n'a pas forcément de connaissance sur la réussite des autres cultures. De toutes façons, à cause du sol trop salé, il n'est pas possible de cultiver autre chose que du riz sur beaucoup de parcelles. Mais ce problème touche aussi l'agriculture industrielle, car les « mauvaises herbes » finissant par s'habituer à un herbicide, les insectes à un pesticide, il faut en changer ou augmenter les doses, ou pratiquer, également, une rotation. Voilà pourquoi la riziculture se retrouve devant des choix difficiles. Pour faire du riz bio, la solution souvent retenue est d'éviter les circuits de grande distribution, pour ne pas subir leurs diktats, ni être impliqué dans des scandales sanitaires. Les circuits de distribution bio permettent de mieux valoriser l'intégralité de la production par rotation d'une ferme. Par delà ces doutes, les surfaces cultivées en bio ont progressé de 1% en 2020.

## Concentration d'arsenic
"Les niveaux élevés d'arsenic dans le riz français, par rapport aux valeurs du riz d'autres pays de la littérature et de nos propres analyses du riz italien et thaïlandais ont été confirmés. Il y avait une différence significative dans la concentration totale d'arsenic entre le riz brun (296 µg/kg) et rouge (452 µg/kg) ou noir (440 µg/kg), ce qui suggère une accumulation différente des variétés." (Arsenic dans le riz de Camargue - Institut de Geoécologie de la Université de Bayreuth) 